# Chiesa dei Santi Giacomo e Filippo (Pavia)
La Chiesa dei Santi Giacomo e Filippo è un ex edificio di culto cattolico della città di Pavia, in Lombardia.

## Storia
La chiesa dei Santi Giacomo e Filippo è un edificio religioso di Pavia sito in Via Luigi Porta. Già esistente nel 1232 come parrocchia. Nel 1565 venne soppressa la chiesa parrocchiale di San Colombano maggiore che venne unita assieme al suo xenodochio con i diritti ed i redditi alla parrocchia dei Santi Giacomo e Filippo. Rimase parrocchia fino alla soppressione del 1610. La chiesa, affidata ai Chierici Regolari di San Siro nel 1619, fu ricostruita secondo i dettami del concilio di Trento nel 1626 su progetto di Francesco Maria Richino. Nel 1680 quando passò ai Missionari Lazzaristi di San Vincenzo, per poi - tra il 1887 ed il 1928 - essere retta dai padri Stimmatini. L'edificio è ora parte del CAR College di Pavia ed è destinato ad auditorium.

## Descrizione

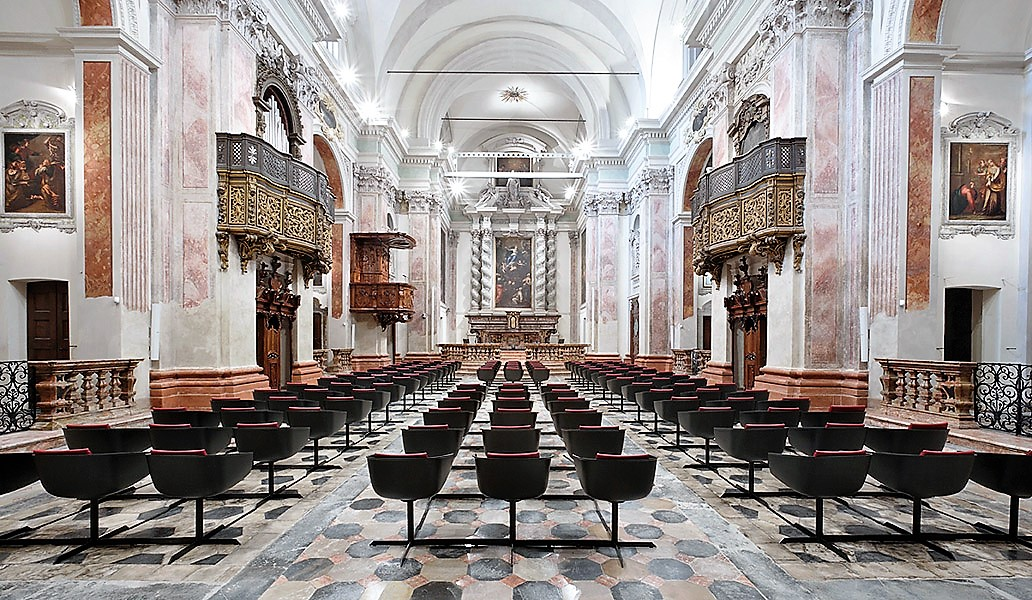
L'interno

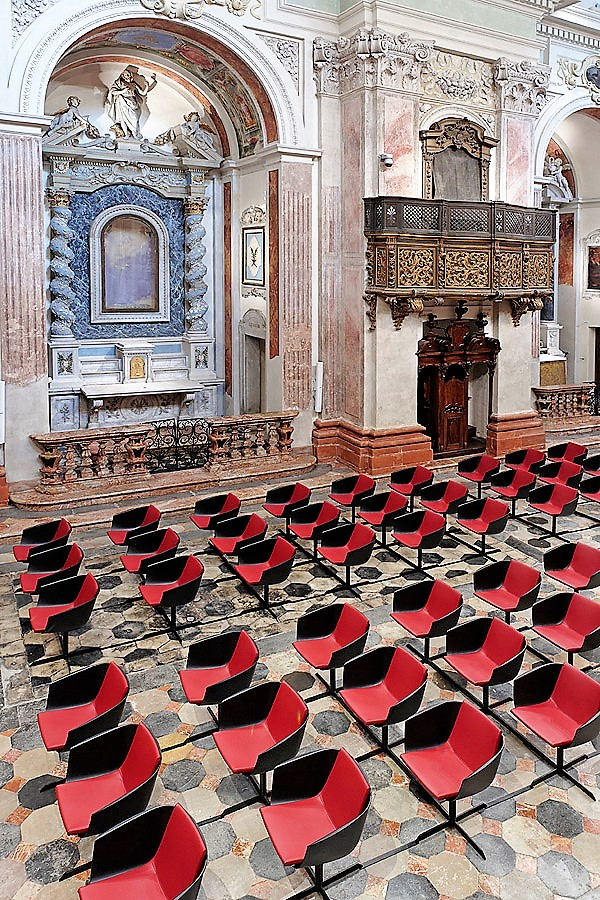
Dettaglio dell'interno

La facciata, molto mossa, presenta un piacevole gioco cromatico tra il giallo dell’intonaco e il cotto delle cornici e delle profilature. Divisa orizzontalmente da due fasce marcapiano, la fronte è arricchita da colonne con capitelli di stile corinzio e nicchie, e si conclude con un timpano dotato di un marmoreo cartiglio inserito in una cornice in cotto. Internamente la Chiesa presenta, secondo i dettami del concilio di Trento, una grande aula unica, riccamente decorata da stucchi e marmi, pulpiti scolpiti, mentre gli altari laterali sono arricchiti da cappelle dotate di colonne tortili, timpani spezzati e sormontati da statue, e ornate con fasce a stucco formate da pendoni di fiori e frutti ben rilevati. La chiesa conserva un notevole numero di pitture barocche, come la pala d’altare, nella quale è raffigurata l’Assunzione della Vergine, di Giovanni Stefano Danedi, autore anche della pala con l’Adorazione dei Magi, a sinistra dell’altare. La tela a destra, con l’Adorazione de Magi, è di Pietro Micheli, a cui dobbiamo anche opere poste sempre nelle cappelle laterali.
Nella controfacciata è stata collocata una lunetta quattrocentesca, proveniente dalla demolita chiesa di Sant’Innocenzo, rappresentante la Vergine della Misericordia che accoglie sotto il suo manto i disciplini della confraternita di Santa Maria, forse opera di Agostino da Vaprio.